# José Mariscal
José Mariscal Montolio (Barcelona, España, 30 de octubre de 1919 — Barcelona, España, 17 de enero de 1977) fue un futbolista español que se desempeñaba como defensa.

## Clubes
| Club                  | País   | Año       |
| --------------------- | ------ | --------- |
| R. C. D. Español      | España | 1942-1948 |
| Real Madrid C. F.     | España | 1948-1950 |
| Real Valladolid C. F. | España | 1950-1953 |